# 日本国憲法第75条
日本国憲法 第75条（にほんこく（にっぽんこく）けんぽう だい75じょう）は、日本国憲法の第5章「内閣」にある条文で、在任中の国務大臣の訴追について、内閣総理大臣の同意権を規定する。

## 概要
内閣を構成する国務大臣の訴追については、内閣総理大臣が同意しなければ訴追されることはない。在任中に首相の同意が得られない訴追は公訴時効は停止となり、閣僚退任と同時に公訴の提起がされる。この権限は内閣ではなく内閣総理大臣に属する権限と解され、司法権は及ばない。
内閣総理大臣の同意なしに国務大臣が逮捕された例はある。1948年（昭和23年）9月30日に栗栖赳夫国務大臣（経済安定本部総務長官兼物価庁長官兼中央経済調査庁長官）が昭和電工事件で逮捕された時、東京地方裁判所は「訴追は、逮捕・勾留とは関係ない」との判断を下し、逮捕令状を交付した（栗栖は4日後の同年10月4日に閣僚を辞任した）。
2009年（平成21年）に民主党政権（鳩山由紀夫内閣）が成立して以降、この条文に関する「法の抜け穴」が指摘された。内閣総理大臣たる鳩山由紀夫に就任前から偽装献金疑惑による犯罪嫌疑が存在したことがきっかけである。つまり、同意権を保持する内閣総理大臣自身の訴追には本人の同意が必要というもので、「自分の訴追を一体誰が同意するというのか」という指摘である。また、2010年9月に民主党代表選挙において陸山会事件で検察審査会から2回目の起訴相当議決を受けた際に強制起訴になる見込みが報じられている小沢一郎が勝利して内閣総理大臣に就任した場合、検察審査会による強制起訴について訴追されないのかという問題も生じた。学説では首相が閣僚訴追同意権を悪用する事態には憲法第69条が規定する衆議院が持つ内閣不信任権で抑制されるとしている。

## 条文
日本国憲法、e-Gov法令検索。

第七十五条国務大臣は、その在任中、内閣総理大臣の同意がなければ、訴追されない。但し、これがため、訴追の権利は、害されない。

## 沿革

### 大日本帝国憲法
なし

### GHQ草案
「GHQ草案」、国立国会図書館「日本国憲法の誕生」。

#### 日本語
第六十七条内閣大臣ハ総理大臣ノ承諾無クシテ在任中訴追セラルルコト無カルヘシ然レトモ此ノ理由ニ因リ如何ナル訴権モ害セラルルコトナシ

#### 英語
Article LXVII.Cabinet Ministers shall not be subject to judicial process during their tenure of office without the consent of the Prime Minister, but no right of action shall be impaired by reason hereof.

### 憲法改正草案要綱
「憲法改正草案要綱」、国立国会図書館「日本国憲法の誕生」。

第七十一国務各大臣ハ其ノ在任中ハ内閣総理大臣ノ許諾ナクシテ訴追セラルルコトナキコト但シ之ニ因リテ訴追ノ権利ヲ害スルコトヲ得ザルコト

### 憲法改正草案
「憲法改正草案」、国立国会図書館「日本国憲法の誕生」。

第七十一条国務大臣は、その在任中、内閣総理大臣の同意がなければ、訴追されない。但し、これがため、訴追の権利は、害されない。